# Jayson Uribe

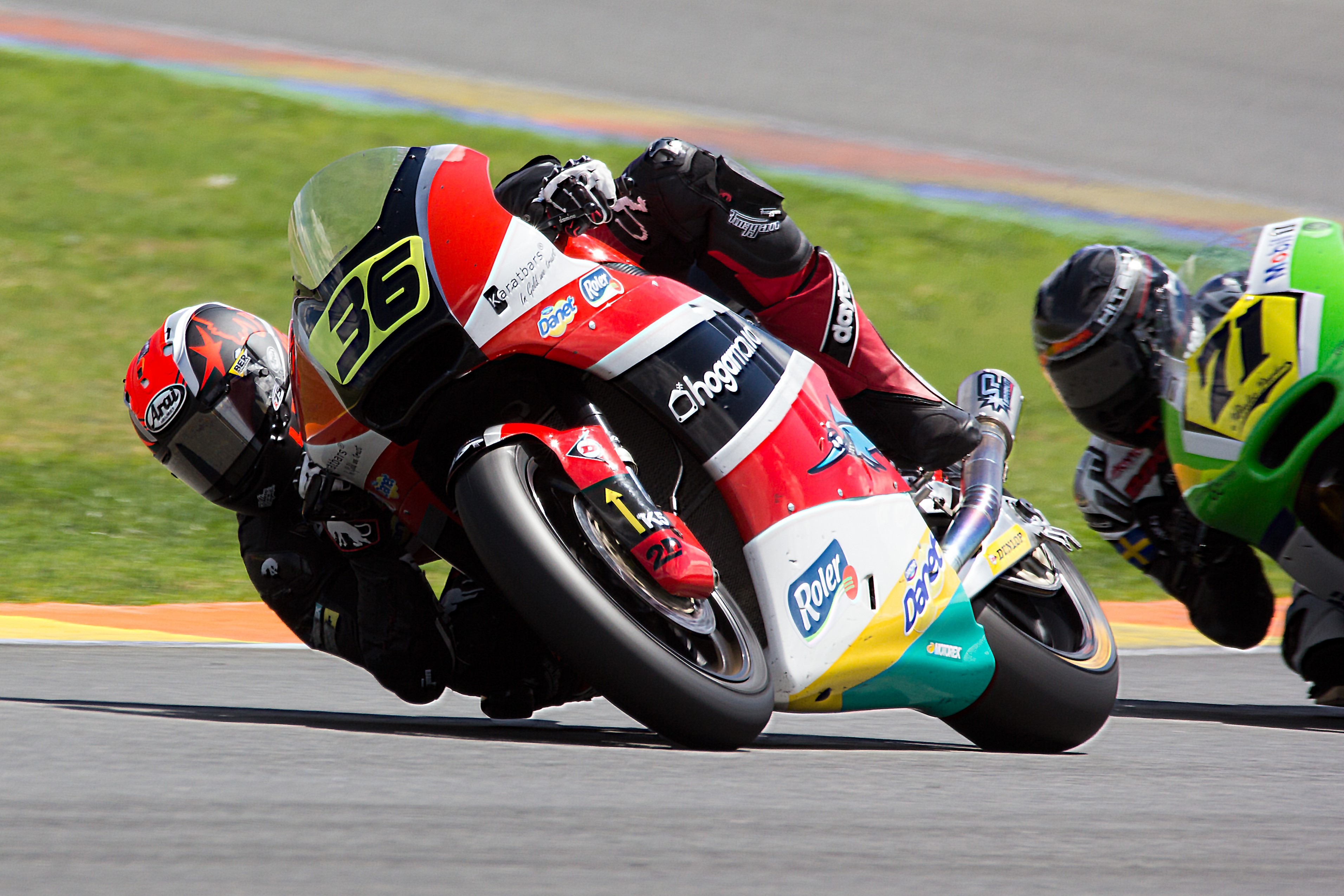
Jayson Uribe op het Circuit Ricardo Tormo Valencia in 2016

Jayson Uribe (Bellevue, Washington, 27 maart 1999) is een Amerikaans motorcoureur.

## Carrière
Uribe maakte zijn motorsportdebuut op vierjarige leeftijd op een Honda 50. Een jaar later stapte hij over naar een Kawasaki KX65 en reed hij motorcrossraces in Noord-Californië. Op zevenjarige leeftijd stapte hij over naar de Supermoto-klasse. In de daaropvolgende vijf jaar won hij diverse kampioenschappen op een Honda. Op twaalfjarige leeftijd kwam hij uit in de hoogste klasse van het SRC National Lites-kampioenschap.
In 2009 stapte Uribe over naar het wegrace. Hij nam drie jaar lang deel aan races op clubniveau in de WERA- en AFM-klassen. Vanwege zijn leeftijd mocht hij op sommige circuits echter niet in actie komen. In 2011 werd hij kampioen in de F2-klasse van het WERA West Novice-kampioenschap. In 2012 werd hij kampioen in de National Supermoto Lites-klasse van het Amerikaans SRC National Supermoto-kampioenschap.
In 2013 ging Uribe in Europa racen en debuteerde hij in de 125GP-klasse van het Britse Motostar-kampioenschap op een Honda. Hij behaalde zijn beste resultaat met een zevende plaats in de seizoensfinale op Brands Hatch. Met 67 punten werd hij elfde in het klassement. In 2014 stapte hij binnen het kampioenschap over naar de Moto3-klasse; hij reed nog steeds op een Honda. Hij stond zes keer op het podium en werd met 163 punten derde in de eindstand. In 2015 kwam hij binnen het Frans kampioenschap superbike uit in de 600 Pirelli Cup-klasse op een Honda. Hij boekte hierin zijn eerste internationale zege op het Circuit de Lédenon en eindigde als elfde in het kampioenschap.
In 2016 stapte Uribe over naar het Europese Moto2-kampioenschap, waarin hij op een Kalex reed. Dit jaar waren twee zevende plaatsen op het Circuit Ricardo Tormo Valencia en het Circuit de Barcelona-Catalunya zijn beste resultaten. Met 50 punten werd hij elfde in het klassement. In 2017 bleef hij actief in de klasse, maar ditmaal kwam hij in de races niet verder dan een achtste plaats op Valencia. Desondanks werd hij opnieuw elfde in het kampioenschap met 46 punten.
In 2018 keerde Uribe terug naar de Verenigde Staten ter voorbereiding op zijn deelname aan het MotoAmerica-kampioenschap. Hij maakte halverwege het seizoen zijn debuut in de klasse op Laguna Seca op een Honda en eindigde als elfde in de race. In 2019 werd hij kampioen in drie klassen die door de AFM werden georganiseerd: de Formula Pacific, het Open Superbike-kampioenschap en de Open GP. In 2020 reed hij in twee raceweekenden van de MotoAmerica op een Honda op The Ridge Motorsports Park en Laguna Seca. In zijn eerste weekend behaalde hij zijn beste resultaten met twee achtste plaatsen. Mede hierdoor eindigde hij op plaats 21 in het kampioenschap met 23 punten.
In 2021 debuteerde Uribe als fulltime coureur in de MotoAmerica op een Suzuki. Hij behaalde zijn beste resultaat met een achtste plaats op de Virginia International Raceway. Met 39 punten werd hij zeventiende in de eindstand. Tevens debuteerde hij dat jaar in het wereldkampioenschap superbike op een Kawasaki als vervanger van Luke Mossey tijdens de raceweekenden in Most en Navarra. Hij scoorde geen punten en een zestiende plaats in de laatste race op Navarra was zijn beste resultaat.